# Frantz Seimetz
Frantz Seimetz (Grevenmacher, 21 d'abril de 1858 – Ciutat de Luxemburg, 26 d'octubre de 1934) fou un prolífic artista luxemburguès, que va pintar retrats i paisatges en estil impressionista.

## Primers anys
Nascut a Grevenmacher, a Luxemburg, Seimetz va treballar primer com a pintor de parets i decorador fins que l'empresari Antoine Pescatore va notar el seu talent artístic i va proporcionar suport per la seva educació. El 1875, va començar els seus estudis a Brussel·les, que va continuar a l'Acadèmia de Belles Arts de Múnic (1879-1881) i, finalment, a l'École Nationale Supérieure des Beaux-Arts (1881-1887).

## Carrera
Seimetz va ser un artista prolífic, va pintar més de mil olis, aquarel·les i esbossos d'escenes a la ciutat de Luxemburg i a tot el país. La seva obra és però bastant irregular en comparació amb la del seu amic Jean-Pierre Beckius que és considerat com el "pintor de la Mosel·la" nacional. El seu període més fèrtil fou el d'Echternach on va pintar nombroses escenes dels voltants, incloent el Mullerthal. Els seus quadres són generalment realistes i poc romàntics, limitant amb l'Impressionisme. Sobretot després de 1900, el seu estil es va fer més brillant i acolorit, el que reflecteix l'alegria i la bellesa del moment en què vivia.
El mateix Seimetz era més aviat com les seves pintures, va ser considerat com un excèntric amb el seu bigoti complet, petita barba i els cabells arrissats, el seu barret d'ala ampla i roba ampla. Sempre optimista i ple de bon humor, va portar una vida encara més aventurera bohèmia. Va viatjar al Canadà, les Antilles i Mèxic. Als Estats Units, va navegar pel Mississipi en un vaixell pla. La seva esposa, Maria Antonieta Bourger d'Arlon, també fou una artista talentosa, no es va oposar a la vida bastant inestable que portaven. Després d'Echternach i després Arlon, el 1923 es van mudar a la Ciutat de Luxemburg. Es diu que la casa era plena de mobles vells perquè s'assemblés a un museu
Molts dels retrats Seimetz són figures exòtiques que va conèixer en els seus viatges, però també hi ha excel·lents pintures de la seva esposa i dels seus amics de Luxemburg que inclouen gent com Michel Rodange, Sosthène Weis, Michel Engels i Batty Weber. Però la seva obra mestra és generalment considerada el seu retrat d'una nena de cabells rossos. Molts dels seus autoretrats són una reminiscència de Rembrandt i Frans Hals. El 1932, Seimetz va pintar el eu últim retrat. A partir de llavors ell va prendre l'escriptura, primer en alemany, a continuació, en luxemburguès i, finalment, en el seu dialecte de la Mosel·la. " Der Feuersalamander " està plena d'anècdotes agradables i contes de la seva joventut, així com els seus passatges que descriuen les seves opinions polítiques i religioses. 
Avui Seimetz és recordat com un artista de consciència que va dominar l'escena artística de Luxemburg per un temps considerable. Va ser el primer luxemburguès a aprofundir en l'impressionisme i el primer, després de Nicolas Liez, per pintar a l'aire lliure. També va ser el primer luxemburguès que va aconseguir viure només de l'art.  Seimetz va morir a Limpertsberg, Ciutat de Luxemburg, el 26 d'octubre de 1934.

## Premis
- 1904 - Prix Grand-Duc Adolphe, juntament amb Dominique Lang[1]